# Preet Bharara

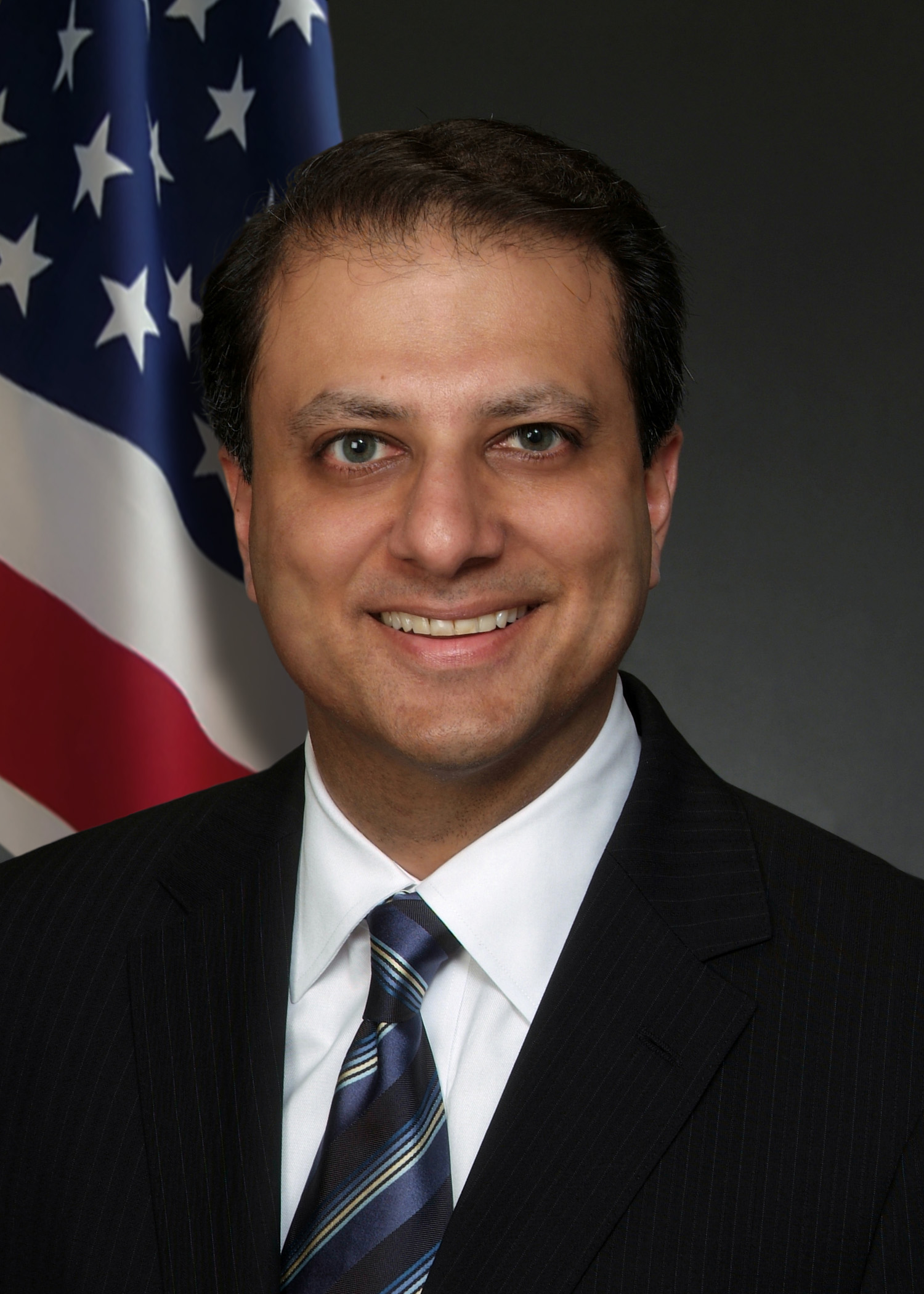
Preet Bharara (2009)

Preetinder Singh „Preet“ Bharara (Panjabi ਪ੍ਰੀਤਿੰਦਰ ਸਿੰਘ 'ਪ੍ਰੀਤ' ਭਰਾਰਾ; * 1968 in Firozpur, Indien) ist ein amerikanischer Jurist und Staatsanwalt, dessen Eltern, als er zwei Jahre alt war, aus Indien in die USA einwanderten. Er war von 2009 bis 2017 der United States Attorney for the Southern District of New York, also der oberste Vertreter der USA in Bundesstraf- und Zivilverfahren für den Südlichen Distrikt New Yorks.

## Berufliche Laufbahn
1990 graduierte Bharara mit magna cum laude am Harvard College und 1993 an der Columbia Law School, wo er Mitglied der Columbia Law Review war.
2009 wurde er von Präsident Barack Obama als Staatsanwalt nominiert und vom Senat bestätigt. Bei jedem Regierungswechsel ist es üblich, dass politische Beamte ausgetauscht werden, sobald Ersatz für sie gefunden ist. Unter Donald Trump allerdings wurden Mitte März 2017 46 von 93 US-Bundes-Staatsanwälten zum sofortigen Rücktritt aufgefordert, darunter auch Bharara, obwohl Trump ihn nach seinem Wahlsieg im November des Vorjahrs zum Bleiben aufgefordert habe. Berufsstaatsanwälte sollten bis auf Weiteres ihre Aufgaben übernehmen. Bharara weigerte sich allerdings, auch mit Unterstützung republikanischer Politiker, von seinem Amt zurückzutreten und wurde daraufhin vom Attorney General Jeff Sessions entlassen. Laut einem Bericht der Frankfurter Allgemeinen Zeitung ist es zwar üblich, dass die Verträge von Beamten, die vom vorherigen Präsidenten ernannt worden sind, nicht verlängert werden, Entlassungen wie in diesem Falle und auf diese Art und Weise sind allerdings eher selten.
Bharara war in seinem Amt zuständig für die New Yorker Stadtviertel Bronx, Manhattan und weitere an sie angrenzende; seine Behörde verfolgte zahlreiche internationale Terroristen wie z. B. den „Times Square-Bomber“ Faisal Shazad.
Sein Bruder, Vinit Bharara, ist der Gründer von Diapers.com, einem Tochterunternehmen von Amazon.com.
Seit Herbst 2017 produziert Bharara gemeinsam mit dem Radiosender NPR den Podcast Stay Tuned, in dem er alleine oder mit zumeist einem Gast politische und juristische Themen diskutiert.

## Bedeutende Fälle als Staatsanwalt
- Milliardenstrafen gegen die Finanzinstitute Bank of America, Citibank und JPMorgan Chase, allerdings keine strafrechtliche Verfolgung der verantwortlichen Manager[12]
- Dezember 2013: Verhaftung von Devyani Khobragade, stv. Generalkonsulin Indiens in New York, weil diese ihre Haushälterin ausgebeutet haben soll.[13]
- Aufarbeitung des Falls des Milliardenbetrügers Bernie Madoff[6]
- Verfahren gegen Raj Rajaratnam, Anil Kumar und Rajat Gupta (Insiderhandel)
- 2015: Ermittlungen gegen Dean Skelos und dessen Sohn
- Verfahren gegen Ross Ulbricht, Gründer und Erstbetreiber des Online-Schwarzmarkts Silk Road
- März 2016: Reza Zarrab (Vorwurf der Geldwäsche im Zusammenhang mit dem Korruptionsskandal in der Türkei 2013)[14]

## Rezeption
2012 wurde Bharara vom Magazin Time zu einem der „100 Most Influential People in the World“ („Die 100 einflussreichen Menschen der Welt“), 2011 von India Abroad zur „Person of the Year“ („Person des Jahres“) gekürt. 2012 war er auf der Titelseite des Time-Magazins mit dem Titel „This Man is Busting Wall Street“ („dieser Mann lässt die Wall Street hochgehen“); er wurde auf der „50 Most Influential list“ („Liste der einflussreichen 50“) des Bloomberg Markets Magazine’s 2012 und 2012 sowie 2013 auf der jährlichen „New Establishment list“ („Neues Establishment-Liste“) der Vanity Fair aufgeführt.
Er gilt als Vorlage für die Rolle des Staatsanwaltes Chuck Rhoades in der Fernsehserie Billions.